# Eria lineoligera
Eria lineoligera är en orkidéart som beskrevs av Heinrich Gustav Reichenbach. Eria lineoligera ingår i släktet Eria och familjen orkidéer. Inga underarter finns listade i Catalogue of Life.